# Château de Montemassi
Le château de Montemassi (en italien : Castello di Montemassi ) est un château médiéval en ruine situé à Montemassi, un hameau de la commune de Roccastrada, dans la province de Grosseto en Toscane,.

## Histoire
Le château a été construit peu après l'an mille comme propriété de la famille Aldobrandeschi. Leur contrôle sur la fortification prit fin dans la seconde moitié du XIIIe siècle à la suite d'un violent siège des Siennois.
Après quelques décennies sous le contrôle de la république de Sienne, le château passa au début du XIVe siècle sous le contrôle des Pannocchieschi et des Cappucciani de Sticciano.
Par la suite, la ville entière fut à nouveau assiégée et conquise par les Siennois, grâce au siège mené par Guidoriccio da Fogliano en 1328, événement représenté dans une célèbre fresque Guidoriccio da Fogliano all'assedio di Montemassi de Simone Martini dans le palais public de Sienne. Dans les décennies suivantes, le château fut à nouveau au centre de conflits qui fomentèrent également diverses révoltes locales ; en 1374, elle fut reprise par la famille Salimbeni, tandis que quelques années plus tard elle passa à la famille Verdelli de Montalcino.
Au début du XVe siècle, les Siennois réussirent à reprendre le contrôle de la fortification, qui fut incorporée au territoire de la république de Sienne. Le contrôle était cependant très difficile à maintenir en raison des révoltes continues des habitants qui réclamaient de grandes marges d'autonomie et la reconnaissance de la commune libre de Montemassi, ce qui n'a jamais eu lieu.

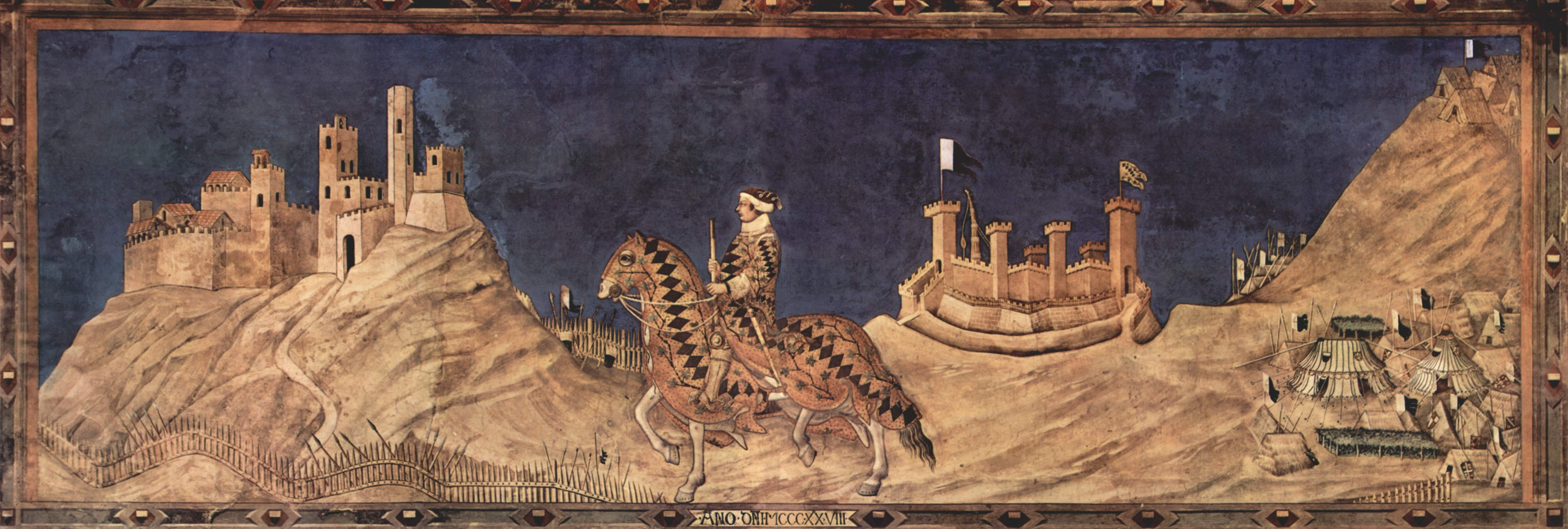
Simone Martini, Guidoriccio da Fogliano all'assedio di Montemassi (Sienne, Palazzo Pubblico)

Au milieu du XVIe siècle, après la chute définitive de la république de Sienne, Montemassi et son château font partie du grand-duché de Toscane. En 1632, le grand-duc Ferdinand II de Médicis investit l'ensemble fortifié du noble Gian Cristoforo II Malaspina, de la branche dite de Spino Secco, des marquis de Mulazzo, ancien seigneur féodal de Roccatederighi, avec le titre de marquis. Le marquisat de Montemassi passa ensuite à ses fils, Corrado, d'abord, et Obizzo, puis, ensuite au fils d'Obizzo, Gian Cristoforo III et enfin au fils de ce dernier, le marquis Cesare qui, étant le dernier de sa famille et accablé de dettes, en 1770, avec l'accord du gouvernement grand-ducal, il vend le marquisat à la famille Cambiaso de Gênes. Au cours des périodes suivantes, il y eut d'autres changements de propriétaire jusqu'à son abandon vers 1840 .
Depuis lors, une longue période de dégradation a commencé, qui n'a pris fin qu'avec les restaurations intervenues entre la fin du XXe siècle et le début du nouveau millénaire.

## Description
Le château se présente sous la forme d'imposantes ruines restaurées dans leurs splendeurs d'antan, grâce aux dernières interventions de restauration.
Le complexe est délimité par une série de courtines qui entourent une grande cour fortifiée, dominée par une série de bâtiments dotés de portes et de fenêtres cintrées ; dans cette zone, les restes d'une citerne pour la collecte et la distribution de l'eau sont également visibles.
Les bâtiments les plus impressionnants sont la forteresse, de section polygonale, dotée d'une puissante base d'escarpement et de murs entièrement recouverts de pierre, où s'ouvrent des fenêtres cintrées ; la partie supérieure est restée sans couronnement au sommet.
Un peu plus bas que la forteresse, de l'autre côté de l'enceinte fortifiée, se dresse la tour, de section carrée, avec des murs en pierre percés de quelques meurtrières ; dans ce cas également, la partie supérieure est sans couronnement.

## Galerie

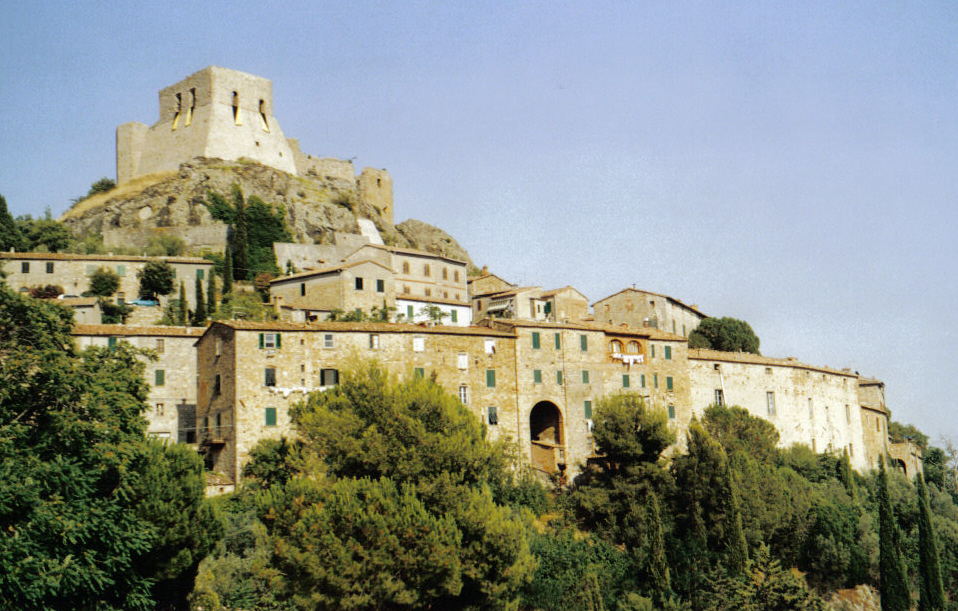
Montemassi
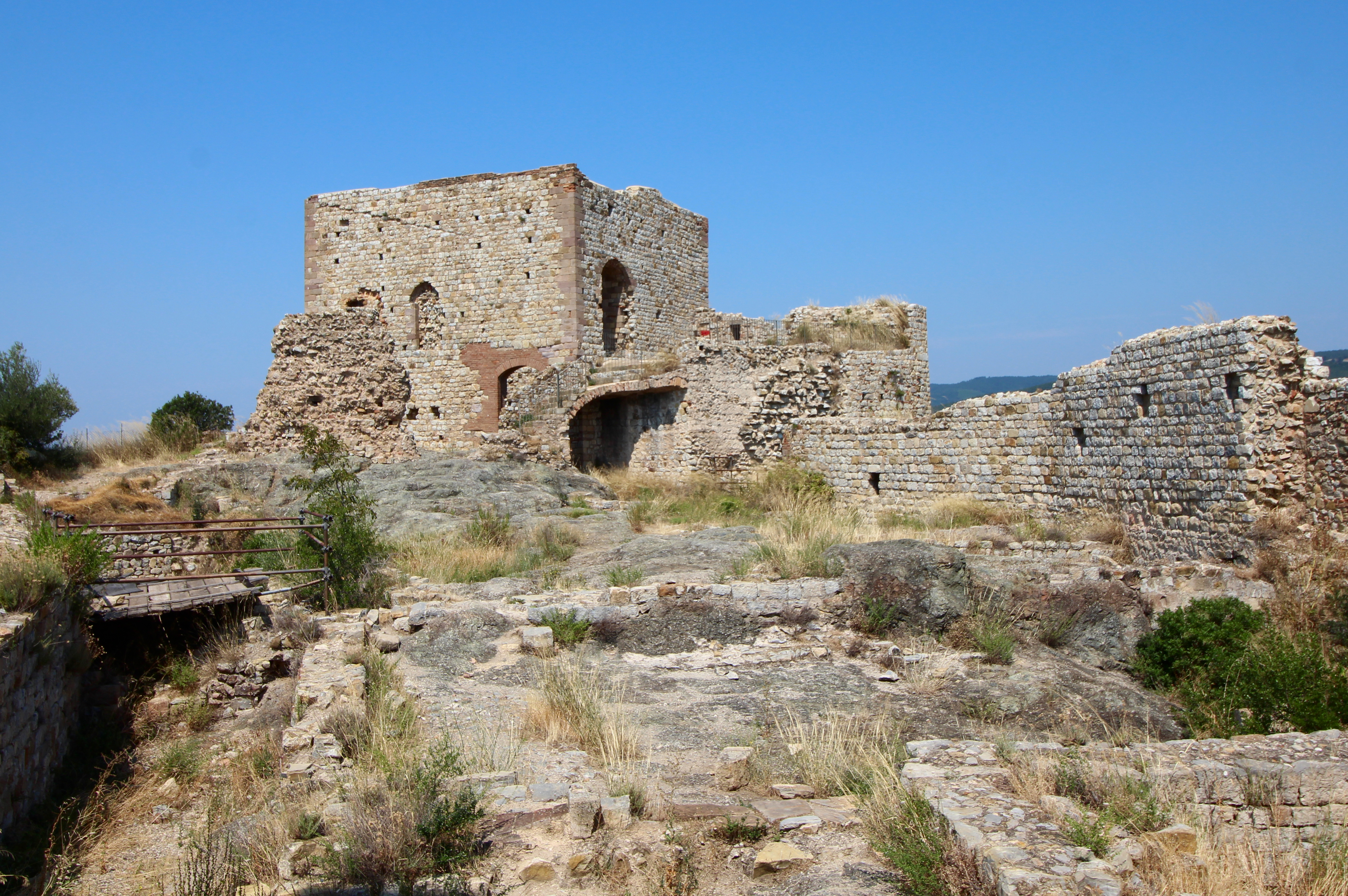
Le château de Montemassi